# Östra Tjålmejaure
Östra Tjålmejaure är en sjö i Jokkmokks kommun i Lappland och ingår i Luleälvens huvudavrinningsområde. Sjöns area är 0,042 kvadratkilometer och den befinner sig 301,6 meter över havet.